# Esquistos bituminosos

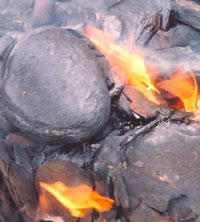
Lutita bituminosa.

La lutita bituminosa (también conocida como esquisto bituminoso o pizarra bituminosa)  es un término general aplicado a un grupo de rocas con la suficiente abundancia en material orgánico (llamado querógeno) como para producir petróleo a través de destilación. El querógeno en la lutita bituminosa puede ser convertido en petróleo a través del proceso químico conocido como pirólisis. Durante la pirólisis, la lutita bituminosa es calentada hasta 445-500 °C en ausencia de aire, mientras el querógeno es convertido en petróleo y separado, un proceso llamado "retorting". Estudios recientes en Jordania permiten procesar a menores temperaturas (véase "Minería" abajo). La lutita bituminosa ha sido también quemada directamente como un combustible a bajo-grado. La Administración de Información Energética de Estados Unidos estima que del suministro mundial de lutita bituminosa de 2,6 billones de barriles de aceite renovable, unos 1,0-1,2 billones de barriles se encuentran en Estados Unidos. Sin embargo, intentos por desarrollar dichas reservas han estado activos por más de 100 años con éxito limitado.
Estonia, Rusia, Brasil, y China son países con extracción leve de lutita bituminosa debido a factores económicos y medioambientales.

## Geología

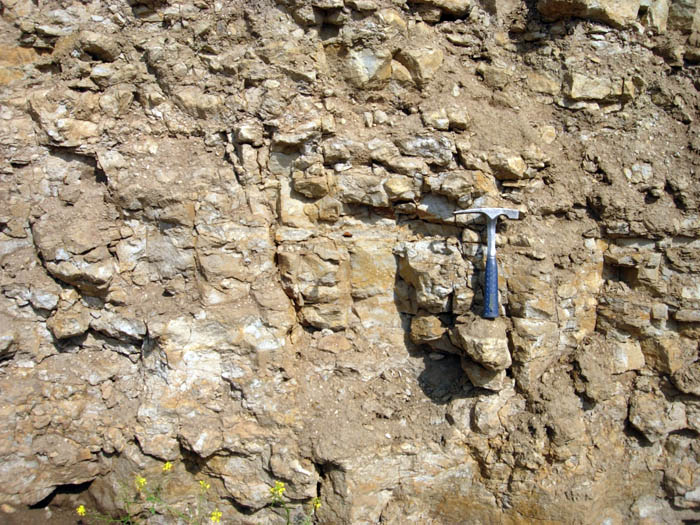

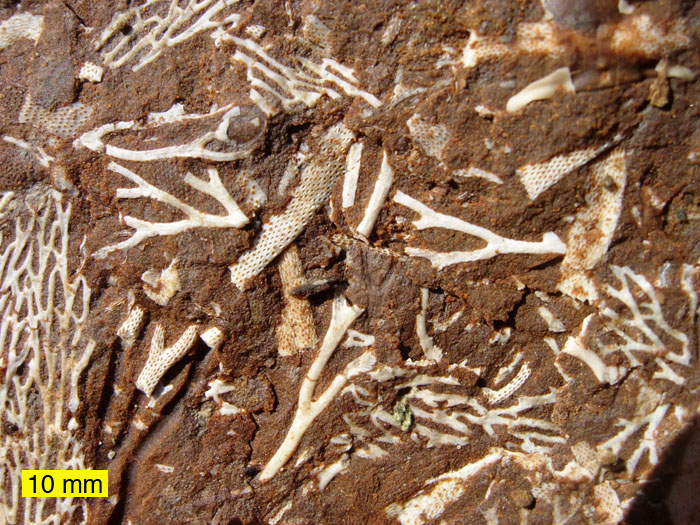

La lutita bituminosa se considera formada por el depósito de materia orgánica en lagos, lagunas y áreas estuarinas restringidas como los lagos oxbow y muskegs. Generalmente, la lutita bituminosa es considerada como formada por acumulación de desechos algales.
Las lutitas bituminosas (esquistos bituminosos) son rocas metamórficas arcillosas, generalmente negruzcas, que contienen materiales inorgánicos y orgánicos, procedentes de la fauna y la flora acuáticas (en lenguaje coloquial serían rocas empapadas de petróleo). Este material es transformado diagénicamente en medio reductor y da lugar a materia orgánica compleja con un elevado peso molecular. La composición de los esquistos bituminosos es:
C= 80% , H=10%, O=6%, N=3%, S=1%
El contenido en petróleo de los esquistos bituminosos varía enormemente, de forma que de una tonelada pueden extraerse de 75 a 125 litros de petróleo. El proceso de extracción del petróleo consiste en la trituración, combustión en hornos y extracción.
El mayor yacimiento en la actualidad se encuentra en Queensland (Australia).
Cuando las plantas mueren en estos ambientes pantanosos, sus biomasas son depositadas en ambientes acuáticos anaeróbicos donde los bajos niveles de oxígeno previenen su completo deterioro por bacterias. Para masas de materia orgánica no descompuesta y que será preservada en forma de lutita bituminosa, el ambiente debe mantenerse quieto por períodos prolongados de tiempo para secuencias de materia algal lo suficientemente gruesas. A diferencia del carbón, la lutita bituminosa no requiere necesariamente bajo contenido de minerales y cenizas, pues no es usado para combustión, y el gasto de mineral en plantas licuefaccionadas es más fácil de tratar.
Eventualmente, y a menudo por el inicio de la orogenia o eventos tectónicos, el ambiente algal pantanoso es interrumpido y la acumulación de lutita bituminosa cesa. Otro importante control en la preservación y distribución de lutita bituminosa en lutita bituminosa lacustrine son a nivel lago y nivel salinidad.
La acumulación sobre el pantano algal convierte la materia orgánica a querógeno a través de los siguientes procesos;
- Compactación, debido al peso de los sedimentos en el carbón que aplana la materia orgánica
- Remoción de agua contenida en la turba entre los fragmentos de planta
- Con compactación al vuelo, remoción de agua de la estructura inter-celular de las plantas fosilizadas
- Con calor y compacción, remoción de agua molecular
- Metanogenesis; similar al tratamiento de madera en una cocina de presión, el metano es producido, lo que remueve hidrógeno y algo de carbón, así como oxígeno.
- Deshidratación, que remueve grupos hidróxilos de la celulosa y otras moléculas de plantas, resultando en la producción de carbón con hidrógeno reducido.

Sin embargo, el calor y la presión no fueron lo suficientemente grandes como en procesos similares que forman petróleo. La lutita bituminosa es conocida como 'roca que se quema'.

## Historia
La lutita bituminosa ha sido usada desde tiempos ancestrales y puede utilizarse directamente como combustible al igual que el carbón. Los usos modernos de la lutita bituminosa para la preparación de aceite data de Escocia en la década de 1850. En 1847, el Dr James Young preparó aceite iluminador, lubricando aceite y cera a partir de carbón. Luego se restableció en Edimburgo donde se hallaban los depósitos de lutita bituminosa. En 1850 patentó el proceso de cracking de aceite. El aceite de lutita bituminosa fue producido en esa región desde 1857 hasta 1962, cuando la producción fue cancelada debido al bajo costo del petróleo.
Estonia primero usaba lutita bituminosa como combustible de bajo-grado en 1838 luego del intento fallido por destilar del material. Sin embargo, no fue explotado hasta los cortes de suministro de combustible en la Segunda Guerra Mundial. El mineraje comenzó en 1918 y ha sido discontinuo desde entonces, con el tamaño de operaciones incrementando en función a la demanda. Dos grandes estaciones generadoras a base de lutita bituminosa (actuando como combustible) fueron abiertas, una planta de 1400 MW en 1965 y una planta de 1600 MW en 1973. La producción de lutita bituminosa llegó a su punto máximo en 1960 en 31,35 millones de t. No obstante, en 1981 el cuarto reactor de la planta nuclear Sosnovy Bor abrió en las cercanías de óblast de Leningrado de Rusia, reduciendo la demanda por el material Estoniano. La producción cayó gradualmente hasta 1995, año desde que la producción ha incrementado nuevamente aunque solo levemente. En 1999 el país usó 11 millones de toneladas del material en la producción de energía, y planean cortar la producción primaria a partir de lutita bituminosa de 62% a 47-50% en 2010.
Australia ha extraído 4 millones de toneladas de lutita bituminosa entre 1862 y 1952, cuando el apoyo del gobierno por la minería del material cesó completamente. Más recientemente, desde la década de 1970 en adelante, las compañías de combustible han explorado buscando posibles reservas. Desde 1995 Southern Pacific Petroleum N.L. y Central Pacific Minerals N.L. (SPP/CPM) (uniéndose un tiempo la compañía canadiense Suncor) ha estado estudiando el Depósito Stuart cerca de Gladstone, Queensland, el cual tiene un potencial de producción de 2.600 millones de barriles de combustible. Desde junio de 2001 hasta marzo de 2003, 703.000 barriles de aceite, 62.860 barriles de combustible ligero, y 88.040 barriles de ultra-bajo sulfuro nafta fueron producidos del área de Gladstone. Una vez procesado fuertemente, el aceite producido será apropiado para la producción de petróleo de baja emisión.
Brasil ha producido aceite de lutita bituminosa desde 1935. Pequeñas demostraciones de plantas de producción de aceite fueron construidas en la década de 1970 y 1980, con una producción de pequeña escala continuando incluso hoy en día. China ha estado minando lutita bituminosa hasta un grado limitado desde la década de 1920 cerca de Frushun, pero el bajo precio del crudo de petróleo ha mantenido los niveles de producción muy bajos. Rusia ha estado minando sus reservas en pequeña escala desde la década de 1930.
España puso en marcha en los años 40 a través del INI un proyecto para extraer petróleo de sus yacimientos de lutita bituminosa dentro del plan de autarquía económica que regía en aquellos momentos, pero este fue cancelado ya que el coste de producción era enormemente desmesurado respecto al precio de los hidrocarburos en el mercado internacional.
Los Estados Unidos han intentado extraer lutita bituminosa a grande escala. El aceite destilado de la lutita era primero quemado para propósitos de horticultura en el siglo XIX pero no fue sino hasta el s. XX cuando se realizaron investigaciones más extensas y se estableció la Oficina de Petróleo Naval Reservas de Lutita Bituminosa en 1912. Las reservas se vieron como una posible fuente de emergencia de combustible para los militares, particularmente la Marina.
Después de la Segunda Guerra Mundial, el Departamento de Minas de los Estados Unidos abrió una mina de demostración en Puntos de Trabajo, justo al oeste de Rifle, Colorado, que operaba en pequeña escala. En el comienzo de la década de 1960 la TOSCO (The Oil Shale Corporation, La Corporación de Lutita Bituminosa) abrió una mina bajo tierra y construyó una planta experimental cerca de Parachute, Colorado. Cerró al final de la misma década pues el costo de producción excedía el costo del petróleo crudo importado. No fue sino hasta la crisis de combustible de la década de 1970 y que los EE. UU. se transformaron en una red de importación de combustible que los intentos de utilización incrementaron. Los usos militares fueron considerados menos importantes mientras que la explotación comercial quedó en primer plano, contando con la inversión de diversas importantes compañías. La Unocal volvió al mismo lugar donde había trabajado la TOSCO. Varios billones de dólares fueron gastados hasta que los precios decadentes del combustible transformaron la explotación de la producción en inviable una vez más y la Unocal se retiró en 1991. A finales de 2005, el presidente Bush autorizó la prospección discreta de reservas pertenecientes a la federación bajo la superficie de Colorado. El gobierno federal es poseedor actual del 72 % de toda la lutita bituminosa conocida en EE. UU.

## Reservas
Estimar las reservas de lutita bituminosa es complicado por diversos factores. Primero, la cantidad de kerogen contenida en depósitos de lutita bituminosa varía considerablemente. Segundo, algunas naciones reportan como reservas la cantidad total de kerogen en el lugar, y no cuentan qué fracción se puede extraer. Tercero, por definición, "reservas" se refiere solo a la cantidad de recursos que son económicamente extraíbles por tecnología contemporánea. Cuarto, las tecnologías para extraer lutita bituminosa están todavía en etapas de desarrollo, así que la cantidad de kerogen extraíble puede solo ser estimada.
Para evitar esta confusión, está sección reporta las reservas de lutita bituminosa en tres partes. Todas las figuras son presentadas en toneladas métricas.
Las Reservas de lutita son una estimación de la lutita bituminosa en roca identificada y estudiada que es técnicamente extraíble y económicamente viable bajo las condiciones económicas actuales.
Las Reservas de kerogen son una estimación del kerogen que podría ser extraído de rocas de lutita bituminosa identificada y estudiada usando la tecnología disponible y bajo las condiciones económicas actuales.
El Kerogen en lugar es una estimación del kerogen que está presente en recursos de lutita bituminosa conocida y anticipada, sin importar los factores técnicos o económicos. Esta figura es entonces especulativa.
| Región          | Reservas de lutita | Reservas de kerogen | Kerogen en lugar |
| --------------- | ------------------ | ------------------- | ---------------- |
| África          | 12.373             | 500                 | 5.900            |
| Asia            | 20.570             | 1.100               | ?                |
| Australia       | 32.400             | 1.725               | 36.985           |
| Europa          | 54,180             | 600                 | 12.500           |
| Oriente Medio   | 35,360             | 4.600               | 24.600           |
| Norteamérica    | 3.340.000          | 80.000              | 140.000          |
| América del Sur | 50.000             | 400                 | 9.600            |

Fuente: Consejo Mundial de la Energía, Encuesta WEC de Recursos Energéticos
(Para convertir toneladas a barriles, se debe multiplicar por 7. Esto resulta en una aproximación razonable. Así, alrededor del mundo hay aproximadamente 620 mil millones de barriles de kerogen extraíble conocido. Se puede comparar con las reservas conocidas de petróleo de 1,200 billones de barriles (Fuente: Revisión Estadística de Energía Mundial BP, 2006)

### África
El grueso de los depósitos de lutita bituminosa se encuentran en África del Sur (73 millones de toneladas) y Marruecos (12,3 billones de toneladas).

### Asia
La mayor cantidad de depósitos de lutita bituminosa se encuentran en China (260 millones de toneladas), Tailandia (18.7 billones de toneladas) y Turquía (1,6 billones de toneladas). China está produciendo actualmente alrededor de 60.000 toneladas de lutita bituminsa al año.

### Australia
Australia es uno de los pocos lugares actualmente produciendo kerogen a partir de lutita bituminosa. El proyecto de demostración Stuart está designado a producir 4,500 barriles por día de productos de lutita bituminosa.

### Europa
Los depósitos mayores de lutita bituminosa se encuentran en Suecia (50 billones de toneladas), Albania (6 billones de toneladas), Ucrania (2.700 millones de toneladas) y Estonia (1.500 millones de toneladas). Estonia está produciendo actualmente lutita bituminosa. En España, existe un gran depósito en Puertollano (Ciudad Real).

### Oriente Medio
Los mayores depósitos de lutita bituminosa se encuentran en Jordania (40 mil millones de toneladas) e Israel (15.4 mil millones de toneladas). La lutita bituminosa Jordaniana es de alta calidad -comparable con la lutita bituminosa del este de EE. UU.- con la excepción de su alto contenido de sulfuro.

### Norteamérica
Con 3,3 trillones de toneladas, los depósitos de lutita bituminosa en EE. UU. son fácilmente los más grandes del mundo. Hay dos grandes depósitos: los depósitos del Este de EE. UU., en lutita Devoniana-Misisipiana, cubriendo 650,000 kilómetros cuadrados (250,000 millas cuadradas), y los depósitos del Oeste de EE. UU., la formación del Río Green en Colorado, Wyoming y Utah se encuentran entre los depósitos más ricos de lutita bituminosa en el mundo.

### América del Sur
Brasil está produciendo también pequeñas cantidades de lutita bituminosa. La producción en 1999 fue de alrededor de 200 000 toneladas.

## Industria

### Minería
La lutita bituminosa es/puede ser obtenida con métodos convencionales de minería bajo tierra, así como mediante  minería a cielo abierto.

### Generación de energía
La lutita bituminosa puede ser usada como combustible para plantas de energía térmicas, donde la lutita es quemada como carbón para hacer funcionar turbinas a vapor. Actualmente hay plantas de energía utilizando lutita bituminosa en Estonia e Israel, mientras otros países (por ej., Jordania) desean construir estas plantas.

## Consideraciones ambientales
La minería de superficie de depósitos de lutita bituminosa tiene todos los efectos nocivos para el medioambiente de la Minería a cielo abierto. Además, el proceso de pre-refinamiento para obtener aceite crudo genera cenizas, y la roca de desecho (un conocido cancerígeno) debe ser eliminada. La roca de lutita bituminosa se expande alrededor del 30% luego de ser procesada debido a un efecto popcorn debido al calor; después se hace necesario deshacerse del desecho. El proceso de lutita bituminosa también requiere agua, que podría ser un suministro muy escaso.
La demanda de energía producto de explotar, transportar, romper, calentar el material y luego agregar hidrógeno, con la segura disposición de materiales de desecho, es larga. Estas ineficiencias, junto con el costo medioambiental de recuperación, significa que la explotación de lutita bituminosa solo sería económica cuando los precios de aceite están altos (y las proyecciones indican que seguirá así).
Actualmente, el proceso in-situ es la proposición más atractivo debido a la reducción en los problemas estándares de superficie medioambientales. Sin embargo, los procesos in-situ incluyen posibles costos no despreciables a seres acuíferos, especialmente porque los métodos in-situ actuales requieren acorazamiento con hielo u otras formas de barreras para restringir el fluido del aceite obtenido en acuíferos de agua subterránea.